# Colura hedbergiana
Colura hedbergiana là một loài Rêu trong họ Lejeuneaceae. Loài này được Pócs mô tả khoa học đầu tiên năm 1987.